# Välisaaret (ö i Södra Savolax, Nyslott, lat 62,21, long 29,12)
Välisaaret är en ö i Finland. Den ligger i sjön Kaita och i kommunen Nyslott i  landskapet Södra Savolax, i den sydöstra delen av landet, 300 km nordost om huvudstaden Helsingfors. Öns area är 1,3 hektar och dess största längd är 300 meter i sydöst-nordvästlig riktning.  Notera att namnet antyder att det är fråga om flera öar.